# Télévision terrestre UHF
Pour les articles homonymes, voir UHF (film), UHF (groupe) et Ultra haute fréquence.
On appelle ultra haute fréquence (ou UHF, ultra high frequency en anglais) la bande de radiofréquences comprise entre 300 MHz et 3 GHz (longueur d'onde de 1 m à 10 cm). En France, dans cette bande, la sous-bande entre 470 et 694 Mhz est utilisée pour la diffusion de la télévision terrestre UHF. Cette sous bande est divisée en canaux TNT de 8 Mhz de large, numérotés de 21 à 48.
En France, la bande UHF était destinée en télévision analogique terrestre (TAT) aux cinq chaînes nationales, parfois à Canal Plus et, depuis mars 2005, est utilisée par le  réseau de télévision numérique terrestre. La Belgique et la Suisse utilisent aussi l'UHF pour la TNT.
Dans un premier temps, la TNT en France n'emploie que les UHF pour transmettre les six multiplex (canal ou bande de fréquence comportant les chaînes, six programmes en moyenne en fonction de la qualité et de la norme, MPEG-2 pour les chaînes gratuites lancées le 31 mars 2005, MPEG-4 pour les chaînes payantes lancées en septembre 2005).
Une antenne TV UHF existante (opérationnelle pour la télé analogique SÉCAM) permet de recevoir la TNT UHF à condition que la polarisation soit identique et dans un découpage UHF compatible (bande IV ou V). L'antenne UHF TNT sera connectée à un terminal numérique à la norme DVB-T MPEG-2 (boîtier adaptateur avec télécommande pour les chaînes gratuites, décodeur pour les chaînes payantes, ce dernier incluant la fonctionnalité adaptateur). Ce terminal a pour fonction de démoduler le signal COFDM, décoder le flux MPEG et permettre de sélectionner les chaînes (comme un terminal satellite). Pour la TNT payante qui est cryptée, le terminal doit posséder en plus un lecteur pour la carte gérant les droits d'accès (abonnements).
Le réseau TNT UHF français dessert actuellement 70 à 75 % des téléspectateurs et devrait, à terme (2011), couvrir 90 à 95 % des téléspectateurs, le restant devant se tourner vers d'autres moyens de distribution (ADSL ou réseau câblé en ville) ou de diffusion, principalement la télévision par satellite avec une antenne parabolique pour les zones rurales.

## Propagation
La portée des ondes UHF se fait principalement « à vue » car la propagation des signaux s'approche de celle des rayons lumineux, mais à proximité des émetteurs, les signaux analogiques et ceux de la TNT sont exploitables dans les bâtiments. La portée des UHF est comprise entre 50 et 100 km autour d'un émetteur principal, parfois bien plus dans des conditions favorables : point d'émission en altitude et bien dégagé, comme par exemple le Pic du Midi ; sinon les UHF ont du mal à atteindre le fond des vallées encaissées.
La portée en bas de la bande des UHF va dans la pratique bien au-delà de l'horizon visuel (voir courbure terrestre) puisque la chaîne RTL9 en canal 21 est parfois reçue à 175 km de l'émetteur.

## Antennes
L'antenne UHF est formée d'éléments courts, genre râteau. Le gain d'antenne peut atteindre 17 dB sur une antenne Yagi vingt-deux éléments (longueur 2,50 m). L'antenne UHF existe sous plusieurs découpes, 21 à 38 (ou bande IV) ou 39 à 69 (bande V) monocanal 21 (RTL).
L'antenne panneau (plate) est, quant à elle, large bande, avec un angle d'ouverture permettant de recevoir plusieurs émetteurs (zone frontalière) qui sont dans des directions un peu différentes, environ 60°. L'antenne parabolique est uniquement employée pour les têtes de réseau câblé où le gain des antennes Yagi est insuffisant. En effet, une parabole de 3 m à 500 MHz produit un gain de plus de 21 dB et proche de 25 dB sur le canal 69.